# Hyalinellidae
Hyalinellidae is een monotypische familie van mosdiertjes uit de orde Plumatellida en de klasse Phylactolaemata.

## Geslacht
- Hyalinella Jullien, 1885